# Förindustriellt samhälle
Ett förindustriellt samhälle är ett samhälle innan industrialiseringen som främst präglas av jordbruk. Den industriella revolutionen tog sin början i Storbritannien och pågick mellan 1750 och 1850. Det förindustriella samhället dessförinnan saknade maskiner och verktyg för storskalig produktion. Även om världen i alla tider innan industrialiseringen kan betecknas som förindustriell syftar begreppet det förindustriella samhället främst på epoken strax före industrisamhället. Tidsepoken för det förindustriella samhället varierar från region till region och kan definieras som en övergångsfas mellan jordbrukssamhälle och industrisamhälle.

## Kännetecken för ett förindustriellt samhälle
- Begränsad produktion i vinstsyfte
- En levnadsstandard präglad av naturahushållning[1]
- I huvudsak en ekonomi baserad på jordbruk
- Begränsad arbetsfördelning
- Begränsat antal specialiserade hantverk
- Begränsad variation av sociala klasser, framför allt bönder och herremän[1]
- Begränsad kunskap om omvärlden
- Befolkningen växte substantiellt[2][förtydliga]
- Befolkningen beroende av allmogebönder för att få livsmedel[1]